# Chromis earina
Chromis earina là một loài cá biển thuộc chi Chromis trong họ Cá thia. Loài này được mô tả lần đầu tiên vào năm 2008.

## Từ nguyên
Tính từ định danh earina bắt nguồn từ εαρινός (earinós) trong tiếng Hy Lạp cổ đại và có nghĩa là "sắc xuân", hàm ý đề cập đến màu xanh lục nhạt của loài cá này.

## Phạm vi phân bố và môi trường sống
C. earina được phân bố trải dài từ rạn san hô vòng Poluwat trải dài về phía tây đến Palau, phía nam đến Papua New Guinea, Vanuatu và Fiji. Một cá thể duy nhất được Mark Erdmann thu thập ở độ sâu 75 m tại đảo Misool thuộc quần đảo Raja Ampat (Indonesia).
C. earina được quan sát và thu thập trên đới sườn dốc của các rạn viền bờ, gần các mỏm đá vôi và hang hốc nhỏ ở độ sâu rất sâu, khoảng 60–116 m.

## Mô tả
C. earina có chiều dài cơ thể lớn nhất được ghi nhận là gần 6,8 cm. Loài này có màu xanh lục nhạt; vùng gáy và phía trên ổ mắt sẫm màu xanh của đá malachit. Có một đốm trắng (đôi khi là hai) có kích thước bằng một vảy cá ở giữa thân. Vây lưng và vây hậu môn có viền ngoài màu xanh ngọc lam.
Số gai ở vây lưng: 12–13; Số tia vây ở vây lưng: 11–12; Số gai ở vây hậu môn: 2; Số tia vây ở vây hậu môn: 12; Số tia vây ở vây ngực: 17–18; Số gai ở vây bụng: 1; Số tia vây ở vây bụng: 5; Số vảy đường bên: 17–18; Số lược mang: 26–28.

## Sinh thái học
Thức ăn của C. earina là động vật phù du. Chúng bơi thành từng nhóm nhỏ hoặc theo cặp. Cá đực có tập tính bảo vệ và chăm sóc trứng; trứng có độ dính và bám vào nền tổ.